# Bill France senior
William „Bill“ Henry Getty France senior (* 26. September 1909 in Washington, D.C.; † 7. Juni 1992), auch Big Bill genannt, war Mitbegründer, Vorsitzender und Präsident von NASCAR, der bedeutendsten Vereinigung des Tourenwagen-Rennsports in den Vereinigten Staaten von Amerika.

## Hintergrund

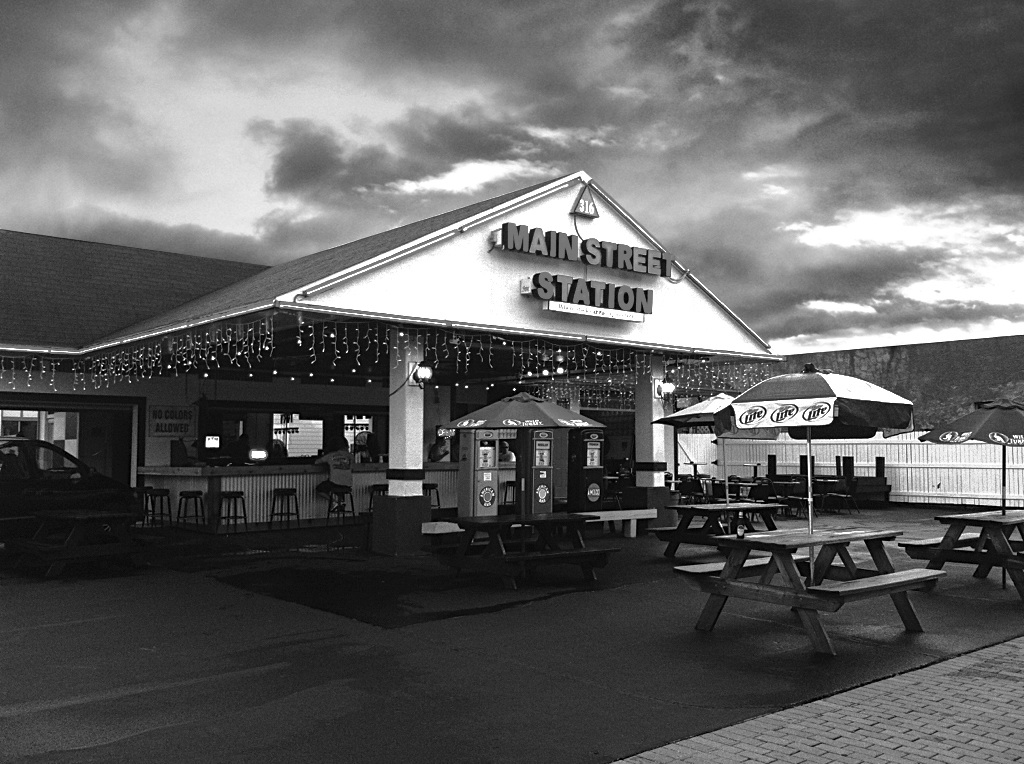
Die von Bill France senior betriebene Tankstelle in Daytona Beach – heute als Unterhaltungseinrichtung genutzt.

France wurde als Sohn von Emma Graham, einer Immigrantin aus Nordirland, und William Henry France in Washington, D.C. geboren. Schon hier erfuhr er von den Geschwindigkeitsrekorden auf dem Daytona Beach Road Course in Daytona Beach, bevor er 1935 mit seiner Familie infolge der Weltwirtschaftskrise nach Daytona Beach zog. Zu diesem Zeitpunkt besaß er weniger als 100 US-Dollar. Dort angekommen, eröffnete er eine Autowerkstatt.

## Karriere
Am 8. März 1936 fand das erste Tourenwagenrennen auf dem Daytona Beach Road Course statt, das Lokalmatador Sig Haugdahl veranstaltete. Es wurde überschattet von einem Skandal um eine kontroverse Wertung und brachte der Stadt einen großen finanziellen Verlust ein. France, der an diesem Rennen teilnahm, beendete es als Fünfter.
Haugdahl sprach mit France und beide sprachen mit dem Daytona Beach Elks Club, um im darauffolgenden Jahr 1937 eine weitere Veranstaltung durchzuführen. Diese war zwar erfolgreicher als die vorangegangene, aber noch immer ein Verlustgeschäft. Haugdahl veranstaltete daraufhin keine Rennen mehr.
Stattdessen übernahm France die Organisation der Strecke und veranstaltete 1938 zwei Rennen. Im Juli gewann Danny Murphy vor France. Beim zweiten Rennen am Labor Day siegte France vor Lloyd Moody und Pig Ridings.
In den Jahren 1939 und 1940 fanden jeweils drei Rennen statt. Bei den Rennen im Jahr 1940 wurde France im März Vierter, im Juli Erster und im September Sechster.
Die Planungen für die Rennen im Jahre 1942 wurden nach dem Angriff der Japaner auf Pearl Harbor unterbrochen. In den folgenden Jahren des Zweiten Weltkriegs arbeitete France bei den Daytona Schiffswerften. Die meisten Rennen ruhten während dieser Zeit. Nach Ende des Krieges wurden sie im Jahre 1946 wieder aufgenommen.

## NASCAR-Gründer
France wusste um die Schwierigkeiten der Veranstalter. Nicht selten wurden Fahrer durch skrupellose Veranstalter um ihr Geld betrogen, die vor der Bezahlung einfach verschwanden. So begann er am 14. Dezember 1947 an der Ebony Bar im Streamline Hotal in Daytona Beach erste Gespräche mit anderen Veranstaltern. Sie endeten in der Gründung von NASCAR am 21. Februar 1948. Bereits zuvor war schon im Jahre 1947 sein Occoneechee Speedway fertiggestellt worden.
Im Jahre 1953 erkannte France, dass eine permanente Rennstrecke benötigt wird, um die große Masse an Zuschauern aufnehmen zu können, die zu den Rennen unter anderem in Daytona erschienen. Auch die Hotels entlang des Strandes waren jedes Mal komplett ausgebucht. So schlug er am 4. April 1953 vor, einen neuen Superspeedway zu bauen, den Daytona International Speedway. Die Bauarbeiten zu dieser neuen 2,5 Meilen langen Ovalrennstrecke begannen im Jahre 1956. Sie sollte zum Austragungsort des Eröffnungsrennen der NASCAR-Serie werden, dem Daytona 500. Es wurde erstmals im Jahre 1959 ausgetragen und ist seitdem alljährlich das Eröffnungsrennen der Saison. Eine weitere Rennstrecke, die France errichten ließ, ist der 1969 eröffnete Talladega Superspeedway.
Als Mitbegründer von NASCAR war er jahrelang ihr Vorsitzender und CEO. Mit Eintritt der R.J. Reynolds Tobacco Company als Titelsponsor der Serie im Jahre 1970 wurde sie von „Grand National“ in „Winston Cup“ umbenannt. R.J. Reynolds junior überzeugte France, ab 1972 alle Rennen auf nicht befestigtem Untergrund sowie Rennen mit einer Distanz von weniger als 100 Meilen aufzugeben. Dieser Schritt wird als die Definition der modernen Ära von NASCAR angesehen. Kurz darauf übergab er die Kontrolle über NASCAR an seinen Sohn Bill France junior, behielt aber ein Büro im Hauptquartier bis in die späten 1980er Jahre.
Im Jahre 1982 gründete er die International Motorsports Hall of Fame, in die er selbst als einer der ersten Fahrer am 25. Juli 1990 aufgenommen wurde.

## Ehrungen
- Aufnahme in die International Motorsports Hall of Fame im Jahre 1990.
- Aufnahme in die Motorsports Hall of Fame of America im Jahre 1990.
- Mitglied der National Motor Sports Press Association Hall of Fame in Darlington
- Aufnahme in die Daytona Beach Stock Car Racing Hall of Fame im Jahre 1992.